# Damon Intrabartolo
Damon Intrabartolo (1975 - 13 de agosto de 2013) fue un compositor, orquestador y director de orquesta estadounidense. Asistió a la Universidad del Sur de California y se marchó antes de graduarse para trabajar con John Ottman en The Usual Suspects.
El 13 de agosto de 2013, murió en Arizona a los 39 años de edad.

## Obra
Damon colaboró con Ottman durante 13 años como orquestador y director de películas como:
- Halloween H20 (1998)
- Lake Placid (1999)
- Bubble Boy (2001)
- Pumpkin (2002)
- Eight Legged Freaks (2002)
- X2: X-Men United (2003)
- Gothika (2003)
- Cellular (2004)
- Hide and Seek (2005)
- Fantastic Four (2005)
- Superman Returns (2006)[2]

Intrabartolo también sirvió como orquestador y director de In Good Company (2004), American Dreamz (2006) y la aclamada "Dreamgirls" (2006) guionisada con el compositor de Hedwig and the Angry Inch, Stephen Trask.

## Premios
- 2001 Ovation Award
- Backstage Garland Award
- LA Drama Critics Circle Award
- LA Weekly Award for bare (Best Original Score & Best Musical).